# Československá hokejová liga 1989/1990
47. ročník 1989/90 se hrál pod názvem 1. celostátní liga.

## Herní systém
12 účastníků hrálo v jedné skupině nejprve čtyřkolově systémem každý s každým.
Po takto odehraných 44 kolech se hrálo systémem play-off, kdy se utkali soupeři umístění na 1. a 8. místě, na 2. a 7. místě, na 3. a 6. místě a na 4. a 5. místě na 2 vítězná utkání. Vítězové čtvrtfinále postoupili do semifinále, které se hrálo na 3 vítězné zápasy. Vítězové semifinále postoupili do finále, které se hrálo na 3 vítězné zápasy.
V tomto ročníku se systémem play-off hrálo i o další umístění. Nejprve se utkaly týmy vyřazené v 1. kole play-off, které se po 44. kole umístily nejlépe a nejhůře, a dvě mužstva "prostřední". Vítězové těchto duelů spolu hráli o 5. - 6. místo, poražení o 7. - 8. místo. Mužstva vyřazená v semifinále spolu hrála o 3. - 4. místo. Tyto série se hrály na 2 vítězné zápasy. Mužstva umístěná po 44. kole na 9. a 10. místě spolu hrála 1 zápas o konečné 9. - 10. místo.
Poslední dva týmy hrály prolínací soutěž dvoukolově systémem každý s každým, jejímiž dalšími účastníky byly 2. a 3. tým I. české národní hokejové ligy (DS Olomouc a Šumavan Vimperk - viz poznámka) a první dva týmy I. slovenské národní hokejové ligy (Slovan Bratislava a Plastika Nitra). Účast v příštím ročníku si zajistila nejlepší čtyři mužstva prolínací soutěže, neboť liga se rozšiřovala na 14 účastníků.

### Poznámka
Vítěz I. ČNHL VTJ Tábor se nemohl kvalifikace zúčastnit, neboť statutárně šlo o B-mužstvo Dukly Jihlava.

## Pořadí po 44 kolech
| Poř. | Tým                    | Zápasy | Výhry | Remízy | Porážky | Skóre   | Body |
| ---- | ---------------------- | ------ | ----- | ------ | ------- | ------- | ---- |
| 1    | HC Dukla Jihlava       | 44     | 28    | 5      | 11      | 190:101 | 61   |
| 2    | VSŽ Košice             | 44     | 25    | 9      | 10      | 189:141 | 59   |
| 3    | HK Dukla Trenčín       | 44     | 25    | 3      | 16      | 188:176 | 53   |
| 4    | Sparta ČKD Praha       | 44     | 23    | 7      | 14      | 162:120 | 53   |
| 5    | TJ Vítkovice           | 44     | 20    | 6      | 18      | 156:161 | 46   |
| 6    | TJ Gottwaldov/SK Zlín  | 44     | 17    | 10     | 17      | 144:153 | 44   |
| 7    | Poldi Kladno           | 44     | 15    | 11     | 18      | 169:179 | 41   |
| 8    | CHZ Litvínov           | 44     | 18    | 3      | 23      | 192:205 | 39   |
| 9    | Motor České Budějovice | 44     | 15    | 6      | 23      | 146:189 | 36   |
| 10   | Škoda Plzeň            | 44     | 13    | 8      | 23      | 136:156 | 34   |
| 11   | Tesla Pardubice        | 44     | 14    | 4      | 26      | 183:216 | 32   |
| 12   | Zetor Brno             | 44     | 10    | 10     | 24      | 123:181 | 30   |

## Play-off

### Vyřazovací boje
|  | Čtvrtfinále           | Čtvrtfinále      |                  |   | Semifinále | Semifinále |  |  | Finále | Finále |
|  |                       |                  |                  |   |            |            |  |  |        |        |
|  |                       |                  |                  |   |            |            |  |  |        |        |
|  | CHZ Litvínov          | 2                |                  |   |            |            |  |  |        |        |
|  | CHZ Litvínov          | 2                |                  |   |            |            |  |  |        |        |
|  | HC Dukla Jihlava      | 1                |                  |   |            |            |  |  |        |        |
|  | HC Dukla Jihlava      | 1                | CHZ Litvínov     | 0 |            |            |  |  |        |        |
|  |                       |                  | CHZ Litvínov     | 0 |            |            |  |  |        |        |
|  |                       | HK Dukla Trenčín | 3                |   |            |            |  |  |        |        |
|  | HK Dukla Trenčín      | HK Dukla Trenčín | 3                | 2 |            |            |  |  |        |        |
|  | HK Dukla Trenčín      |                  |                  | 2 |            |            |  |  |        |        |
|  | TJ Gottwaldov/SK Zlín | 0                |                  |   |            |            |  |  |        |        |
|  | TJ Gottwaldov/SK Zlín | 0                | HK Dukla Trenčín | 1 |            |            |  |  |        |        |
|  |                       |                  | HK Dukla Trenčín | 1 |            |            |  |  |        |        |
|  |                       | Sparta ČKD Praha | 3                |   |            |            |  |  |        |        |
|  | Poldi Kladno          | Sparta ČKD Praha | 3                | 2 |            |            |  |  |        |        |
|  | Poldi Kladno          |                  |                  | 2 |            |            |  |  |        |        |
|  | VSŽ Košice            | 0                |                  |   |            |            |  |  |        |        |
|  | VSŽ Košice            | 0                | Poldi Kladno     | 2 |            |            |  |  |        |        |
|  |                       |                  | Poldi Kladno     | 2 |            |            |  |  |        |        |
|  |                       | Sparta ČKD Praha | 3                |   |            |            |  |  |        |        |
|  | Sparta ČKD Praha      | Sparta ČKD Praha | 3                | 2 |            |            |  |  |        |        |
|  | Sparta ČKD Praha      |                  |                  | 2 |            |            |  |  |        |        |
|  | TJ Vítkovice          | 0                |                  |   |            |            |  |  |        |        |
|  | TJ Vítkovice          | 0                |                  |   |            |            |  |  |        |        |

### Čtvrtfinále
- HC Dukla Jihlava - CHZ Litvínov 6:2 (0:1,3:0,3:1)
- CHZ Litvínov - HC Dukla Jihlava 6:2 (2:0,2:2,2:0)
- HC Dukla Jihlava - CHZ Litvínov 3:5 (1:3,2:1,0:1)
- Postupuje CHZ Litvínov 2:1 na zápasy

- VSŽ Košice - Poldi Kladno 1:2 (0:0,0:1,1:1)
- Poldi Kladno - VSŽ Košice 5:3 (1:1,2:2,2:0)
- Postupuje Poldi Kladno 2:0 na zápasy

- HK Dukla Trenčín - TJ Gottwaldov/SK Zlín 4:3 SN (0:0,1:2,2:1,0:0)
- TJ Gottwaldov/SK Zlín - HK Dukla Trenčín 2:3 (0:2,0:1,2:0)
- Postupuje HC Dukla Trenčín 2:0 na zápasy

- Sparta ČKD Praha - TJ Vítkovice 2:0 (2:0,0:0,0:0)
- TJ Vítkovice - Sparta ČKD Praha 4:6 (2:2,0:1,2:3)
- Postupuje Sparta ČKD Praha 2:0 na zápasy

### Semifinále
- HK Dukla Trenčín - CHZ Litvínov 5:4 SN (4:1,0:0,0:3.0:0)
- HK Dukla Trenčín - CHZ Litvínov 7:2 (2:1,3:1,2:0)
- CHZ Litvínov - HK Dukla Trenčín 3:7 (1:4,0:1,2:2)
- Postupuje HK Dukla Trenčín 3:0 na zápasy

- Sparta ČKD Praha - Poldi Kladno 5:1 (1:1,2:0,2:0)
- Sparta ČKD Praha - Poldi Kladno 3:4 (2:1,0:1,1:2)
- Poldi Kladno - Sparta ČKD Praha 2:5 (1:1,0:1,1:3)
- Poldi Kladno - Sparta ČKD Praha 5:2 (1:1,0:1,4:0)
- Sparta ČKD Praha - Poldi Kladno 4:1 (1:0,1:0,2:1)
- Postupuje Sparta ČKD Praha 3:2 na zápasy

### Finále
- HK Dukla Trenčín - Sparta ČKD Praha 1:5 (1:1,0:1,0:3)
- HK Dukla Trenčín - Sparta ČKD Praha 2:4 (2:1,0:1,0:2)
- Sparta ČKD Praha - HK Dukla Trenčín 0:2 (0:0,0:2,0:0)
- Sparta ČKD Praha - HK Dukla Trenčín 7:1 (0:0,2:1,5:0)
- Vítěz Sparta ČKD Praha 3:1 na zápasy

### O umístění
- O 5. - 8. místo
- HC Dukla Jihlava - SK Zlín 2:0 na zápasy
- HC Dukla Jihlava - TJ Gottwaldov/SK Zlín 6:2 (0:0,3:1,3:1)
- TJ Gottwaldov/SK Zlín - HC Dukla Jihlava 2:6 (1:4,0:1,1:1)
- VSŽ Košice - TJ Vítkovice 2:1 na zápasy
- VSŽ Košice - TJ Vítkovice 10:6 (5:1,2:4,3:1)
- TJ Vítkovice - VSŽ Košice 11:3 (4:1,4:0,3:2)
- VSŽ Košice - TJ Vítkovice 7:2 (2:0,3:2,2:0)

- O 9. - 10. místo Motor České Budějovice - Škoda Plzeň 3:2 na zápasy
- Motor České Budějovice - Škoda Plzeň 6:3 (1:1,3:1,2:1)
- Motor České Budějovice - Škoda Plzeň 4:5 (1:2,2:1,1:2)
- Škoda Plzeň - Motor České Budějovice 3:4 (2:2,1:1,0:1)
- Škoda Plzeň - Motor České Budějovice 9:4 (2:2,1:0,6:2)
- Motor České Budějovice - Škoda Plzeň 6:4 (3:1,0:2,3:1)

- O 7. - 8. místo TJ Vítkovice - SK Zlín 2:1 na zápasy
- TJ Vítkovice - TJ Gottwaldov/SK Zlín 5:8 (1:2,1:5,3:1)
- TJ Gottwaldov/SK Zlín - TJ Vítkovice 5:9 (1:2,2:6,2:1)
- TJ Vítkovice - TJ Gottwaldov/SK Zlín 5:4 PP (1:2,0:1,3:1,1:0)

- O 5. - 6. místo HC Dukla Jihlava - VSŽ Košice 0:2 na zápasy
- HC Dukla Jihlava - VSŽ Košice 3:5 (0:2,1:3,2:0)
- VSŽ Košice - HC Dukla Jihlava 5:3 (1:0,2:3,2:0)

- O 3. - 4. místo Poldi Kladno - CHZ Litvínov 0:2 na zápasy
- Poldi Kladno - CHZ Litvínov 1:3 (0:2,1:0,0:1)
- CHZ Litvínov - Poldi Kladno 5:4 (1:2,0:1,4:1)

## Prolínací soutěž
| Poř. | Tým               | Zápasy | Výhry | Remízy | Prohry | Skóre | Body |
| ---- | ----------------- | ------ | ----- | ------ | ------ | ----- | ---- |
| 1.   | Tesla Pardubice   | 10     | 7     | 1      | 2      | 48:32 | 15   |
| 2.   | Slovan Bratislava | 10     | 6     | 0      | 4      | 36:20 | 12   |
| 3.   | DS Olomouc        | 10     | 5     | 1      | 4      | 45:32 | 11   |
| 4.   | Plastika Nitra    | 10     | 5     | 0      | 5      | 34:31 | 10   |
| 5.   | Zetor Brno        | 10     | 4     | 0      | 6      | 23:28 | 8    |
| 6.   | Šumavan Vimperk   | 10     | 2     | 0      | 8      | 21:64 | 4    |

## Nejproduktivnější hráči základní části
| Poř. | Hráč             | Mužstvo          | Utkání | Branky | Asistence | Body |
| ---- | ---------------- | ---------------- | ------ | ------ | --------- | ---- |
| 1    | Robert Reichel   | CHZ Litvínov     | 44     | 43     | 28        | 71   |
| 2    | Jiří Doležal     | Sparta ČKD Praha | 43     | 31     | 27        | 58   |
| 3    | Ľubomír Kolník   | HK Dukla Trenčín | 44     | 30     | 24        | 54   |
| 4    | Martin Hosták    | Sparta ČKD Praha | 44     | 26     | 27        | 53   |
| 5    | Petr Rosol       | CHZ Litvínov     | 39     | 20     | 33        | 53   |
| 6    | Vladimír Jeřábek | CHZ Litvínov     | 44     | 23     | 29        | 52   |
| 7    | Jaromír Jágr     | Poldi Kladno     | 42     | 22     | 28        | 50   |
| 8    | Otakar Janecký   | Tesla Pardubice  | 44     | 22     | 28        | 50   |
| 9    | Peter Bondra     | VSŽ Košice       | 42     | 29     | 17        | 46   |
| 10   | Robert Kron      | HK Dukla Trenčín | 39     | 22     | 22        | 44   |

## Nejproduktivnější hráči play-off
| Poř. | Hráč              | Mužstvo          | Utkání | Branky | Asistence | Body |
| ---- | ----------------- | ---------------- | ------ | ------ | --------- | ---- |
| 1    | Evžen Musil       | Sparta ČKD Praha | 11     | 6      | 8         | 14   |
| 1    | Oto Haščák        | HK Dukla Trenčín | 9      | 3      | 11        | 14   |
| 2    | Robert Reichel    | CHZ Litvínov     | 8      | 6      | 6         | 12   |
| 3    | Vladimír Jeřábek  | CHZ Litvínov     | 8      | 5      | 6         | 11   |
| 4    | Vladimír Petrovka | Sparta ČKD Praha | 11     | 5      | 6         | 11   |
| 5    | Petr Fabián       | TJ Vítkovice     | 8      | 4      | 7         | 11   |
| 6    | Jiří Doležal      | Sparta ČKD Praha | 11     | 4      | 7         | 11   |
| 7    | Peter Bondra      | VSŽ Košice       | 7      | 7      | 3         | 10   |
| 8    | Roman Horák       | HK Dukla Trenčín | 9      | 7      | 3         | 10   |
| 9    | Petr Rosol        | CHZ Litvínov     | 7      | 5      | 5         | 10   |
| 10   | Martin Hosták     | Sparta ČKD Praha | 11     | 4      | 6         | 10   |
| 11   | Jaromír Jágr      | Poldi Kladno     | 9      | 8      | 1         | 9    |

## Zajímavosti
- Nejlepší střelec ročníku:  Robert Reichel / CHZ Litvínov - 49 gólů
- Vítěz kanadského bodování Robert Reichel / CHZ Litvínov - 83 bodů (49 branek + 34 asistencí)
- Loňský mistr Tesla Pardubice hrál o udržení v I. lize.
- Nejlepší dva týmy základní části byly vyřazeny v prvním kole play-off.
- Mužstvo CHZ Litvínov mělo po základní části nejlepší útok, ale také druhou nejhorší obranu. Po základní části bylo osmé, v play-off se dostalo až na konečné 3. místo.
- Zlínské mužstvo působilo v soutěži postupně pod dvěma názvy - od začátku jako TJ Gottwaldov, v prosinci 1989 byl po změně jména města změněn i název týmu na SK Zlín. Mužstvo však nadále hrálo v dresech s velkým G na hrudi.
- 5. ledna 1990 došlo v zápase VSŽ Košice - SK Zlín ke smrtelnému zranění Luďka Čajky, jemuž hráč 14. února 1990 podlehl. Tato událost měla bezprostřední vliv na změnu pravidla o zakázaném uvolnění.

## Rozhodčí

### Hlavní
- Jiří Adam
- Petr Bolina
- Oldřich Brada
- Ján Čaprnka
- Anton Danko
- Stanislav Gottwald
- Jiří Havlůj
- Milan Jirka
- Jiří Lípa
- Ludvík Machala
- Rudolf Potsch
- František Rejthar
- Dušan Skačáni
- Vladimír Šubrt
- Ivan Šutka
- Jozef Vrábel
- Jozef Zavarský

### Čároví
- Stanislav Barvíř –  Michal Unzeitig
- Miloš Benek -  Branislav Šulla
- Ivan Beneš -  Miloš Grúň
- Jaroslav Petö-  Jaroslav Marušin
- Milan Kolísek –  Václav Český
- Jaromír Brázdil -  Pavel Halas
- Jaromír Brunclík –  Ladislav Rouspetr
- Boris Janíček -  Vladimír Mihálik
- Pavel Šafařík  –  Jan Tatíček
- Alexandr Fedoročko –  Jan Padevět
- Josef Furmánek -  Miroslav Lipina
- Milan Trněný –  Jaroslav Tempír
- Zdeněk Novák